# Разгуляй (компания)
«Разгуля́й» — существовавшая с 1992 по 2017 год российская сельскохозяйственная и промышленная группа, один из крупнейших участников аграрного рынка страны. Штаб-квартира находилась в Москве. Преемник — AVG Capital Partners.

## История
Бизнес группы ведёт свой отсчёт с 1992 года. До 2005 года компания носила название «Разгуляй-Укррос».
В 2006 году Группа «Разгуляй» разместила свои акции в рамках IPO. Объём привлечённых средств составил около $144 млн.
В апреле 2014 года совладелец и бывший президент компании Игорь Потапенко был арестован, ещё ряд руководителей компании отправлены под подписку о невыезде. МВД России сообщило о возбуждении уголовного дела по статье «Мошенничество в особо крупном размере» против руководства компании, подозреваемого в том, что они «организовали заключение договоров с фиктивными юридическими лицам на приобретение земельного фонда для сельскохозяйственных предприятий, входящих в холдинг, на общую сумму более 20 млрд рублей». В самом «Разгуляе» связали действия правоохранителей с деятельностью бывшего руководства.
24 апреля 2017 Агрохолдинг «Разгуляй» признан банкротом. Соответствующее решение вынес Арбитражный суд Москвы. Процедуру банкротства компании инициировал другой крупный российский агрохолдинг — «Русагро». В октябре 2016 по заявлению ООО «Группа компаний «Русагро» суд ввел в «Разгуляе» процедуру наблюдения. Конкурсным управляющим был назначен арбитражный управляющий Игорь Сундуков. Ранее суд включил долг перед «Русагро» в размере 2,5 млрд рублей в реестр требований кредиторов «Разгуляя». Также в реестр включили и задолженность по налогам в размере около 5,9 млн рублей. Сам владелец холдинга Рустем Миргалимов со своей командой организовал и возглавил AVG Capital Partners.

## Собственники и руководство
На 2008 год основным бенефициаром компании являлся её президент Игорь Потапенко, номинальными владельцами компании были:
- BALCONTOR INVESTMENTS LIMITED — 15,09 %
- JANITAR INVESTMENTS LIMITED — 14,04 %
- WISE ISLAND INVESTMENTS LIMITED — 13,03 %
- CEPERLINO TRADING LIMITED — 11,39 %
- ДОЙЧЕ БАНК АГ ЛОНДОНСКОЕ ОТДЕЛЕНИЕ — 10,31 %
- MARBELLO HOLDINGS LIMITED — 7,96 %
- Goldman Sachs & Co — 3,33 %

На 22 октября 2010 года доля Игоря Потапенко в компании составляла 25,29 %. К началу 2011 года крупнейшими акционерами были Avangard Asset Management (21,42 %) и Игорь Потапенко (17,71 %).
С 21 июля 2010 года председателем совета директоров компании является Рустем Миргалимов. Генеральный директор компании с 29.12.2012 года (контракт до 28.12.2015 года) — Елена Лазаренко, бывший финансовый директор компании (обязанности прежнего директора, Михаила Галуева, были прекращены досрочно)

## Деятельность
Группа «Разгуляй» более 20 лет работает на аграрном рынке и специализируется в сфере производства, переработки и реализации сельскохозяйственной продукции сырьевой группы. «Разгуляй» владеет около 40 перерабатывающими предприятиями, среди которых элеваторы, мелькомбинаты, комбинаты хлебопродуктов, сахарные заводы. Она ведет деятельность в 15 субъектах Российской Федерации: Алтайский край, Белгородская область, Воронежская область, Ивановская область, Краснодарский край, Курская область, Московская область, Омская область, Оренбургская область, Орловская область, Республика Башкортостан, Республика Карачаево-Черкесия, Республика Татарстан, Ростовская область и Ставропольский край. Под контролем группы на 2011 год находилось 460 тыс. га земель, из них в обработке — 338 тыс. га. В состав группы «Разгуляй» входят сахарная компания «Разгуляй», зерновая компания «Разгуляй», компании «Разгуляй-агро» и «Разгуляй-Маркет».
«Разгуляй» — член Российского союза промышленников и предпринимателей, Московской международной бизнес-ассоциации, общественного движения «Деловая Россия», Российского аграрного движения, Союза сахаропроизводителей, Зернового и Мясного союзов, Российско-арабского делового совета и других организаций.
Всё окончилось в 2016-2017 годах распродажей активов.

### Показатели деятельности
Выручка группы по МСФО в 2010 году составила 23,8 млрд руб. (в 2009 году 29,16 млрд руб.), операционная прибыль — 2,5 млрд руб. (1,1 млрд руб.), чистая прибыль — 143 млн руб. (1,6 млрд руб. чистого убытка годом ранее).
Размер кредитного портфеля группы на 1 января 2009 года составлял 26,1 млрд руб.